# Kazaky
Kazaky é um grupo ucraniano de música pop. Ganharam notoriedade em 2010 quando o seu videoclipe “In the Middle” se tornou viral no YouTube e o grupo ganhou o premio “Revelação do Ano” nos “My Way Dance Awards”. O grupo é formado por quatro rapazes: Kyryll Fedorenko, Artur Gaspar, Artemy Lazarev e Oleg Zhezhel.. Apesar de serem questionados, não falam sobre sua sexualidade. Os rapazes dizem preferir manter esse mistério que gera todo um encanto.
O grupo participou de vários eventos de moda, mostrando que não foram feitos apenas para os vídeos clipes.

## Carreira
Em 2011, Stas Pavlov decidiu sair do grupo para seguir carreira solo, Kazaky começa a procura por um novo integrante. O escolhido foi o coreografo e dançarino Italiano, Francesco Borgato, que teve sua primeira apresentação no Padova Pride Village no dia 12 de agosto de 2011. No começo houve uma reação negativa dos fãs, já acostumados com Stas Pavlov, no entanto, com sua carisma e dedicação mudou rapidamente o humor dos fãs e até o final de 2011, Francesco ganhou seu lugar. No dia 02 de janeiro seu novo single chamado "Dance and Change" é lançado, o primeiro clipe de Francesco Borgato no grupo.
No dia 21 de março de 2012, Kazaky aparece ao lado de Madonna no clip da música "Girl Gone Wild" tornando-se assim conhecidos mundialmente, o que os trouxe pela primeira vez ao Brasil com o AMEN TOUR. Foram três shows: São Paulo, João Pessoa e Fortaleza. Antes disso, Kazaky fez um ensaio para a V Magazine chamado KAZAKY HORROR PICTURES SHOW onde estão vestidos de noivas.
No dia 22 de outubro é lançado o primeiro CD do grupo The Hills Chronicles. Desde então Kazaky vem mostrando do que é capaz.
No começo de 2013 depois da apresentação no Dosso Dossi Fashion Show, Francesco Borgato anuncia sua saída do grupo para seguir carreira solo, retornando Stas Pavlov, no começo do mês de março e com Stas Pavlov novamente no grupo, Kazaky lança seu novo clipe Crazy Law marcado a volta do integrante. Após o lançamento do clip de Crazy Law, Kazaky da inicio a SECRET MISSION TOUR que começou com a primeira PREMIER em Istambul-Turquia e a segunda em New York-EUA. A turnê veio com novidades, os grupo reformulou a coreografia de "In the middle" (clipe que os deu notoriedade) e apresentaram as coreografias de músicas integrantes do seu primeiro CD "The Hills Chronicles" trazendo também novas música, uma titulada pelos fãs como "SECRET" (Magic Pie) e outra em New York titulada como "TRICKS"(Secret Mission).
Em maio o grupo anunciou o lançamento do seu segundo CD titulado I LIKE IT, no dia 4 de junho de 2013 foi liberado no SoundCloud um Teaser do segundo single Touch me, no dia 7 de junho de 2013 foi liberado através do mesmo site a música completa e anunciado que 8 de junho de 2013 dariam inicio a gravação do novo clipe da respectiva música. 